# Eretmocera
Eretmocera is een geslacht van vlinders van de familie Dikkopmotten (Scythrididae).

## Soorten
- E. albistriata Legrand, 1966
- E. alenica Strand, 1913
- E. arabica Amsel, 1961
- E. aurovittata Pagenstecher, 1900
- E. basistrigata Walsingham, 1889
- E. benitonis Strand, 1913
- E. bradleyi Amsel, 1961
- E. carteri Walsingham, 1889
- E. contermina Meyrick, 1926
- E. cyanauges Turner, 1913
- E. cyanosoma Meyrick, 1910
- E. chrysias Meyrick, 1887
- E. derogatella Walker, 1864
- E. dorsistrigata Walsingham, 1889
- E. fasciata Walsingham, 1896
- E. florifera Meyrick, 1909
- E. fuscipennis Zeller, 1852
- E. haemogastra Meyrick, 1936
- E. homalocrossa Meyrick, 1930
- E. illucens Meyrick, 1914
- E. impactella (Walker, 1864)
- E. jemensis Rebel, 1930
- E. laetissima Zeller, 1852
- E. levicornella Rebel, 1917

- E. lunifera Zeller, 1852
- E. medinella (Staudinger, 1859)
- E. microbarbara Walsingham, 1907
- E. miniata Walsingham, 1889
- E. monophaea Meyrick, 1927
- E. nomadica Walsingham, 1907
- E. pachypennis Strand, 1913
- E. percnophanes Meyrick, 1929
- E. rubripennis Meyrick, 1915
- E. scatospila Zeller, 1852
- E. shoabensis Rebel, 1907
- E. sinensis Felder
- E. syleuta Meyrick, 1926
- E. thephagones Klunder van Gijen, 1912
- E. typhonica Meyrick, 1917
- E. xanthonota Meyrick, 1910